# Heers bei Blankenburg
Heers bei Blankenburg este o arie protejată (arie specială de conservare — SAC, sit de importanță comunitară — SCI) din Germania întinsă pe o suprafață de 109 ha, integral pe uscat.

## Localizare
Centrul sitului Heers bei Blankenburg este situat la coordonatele 51°49′04″N 10°57′46″E / 51.8178°N 10.9628°E.

## Înființare
Situl Heers bei Blankenburg a fost declarat sit de importanță comunitară în martie 2004 pentru a proteja 3 specii de animale. Situl a fost protejat și ca arie specială de conservare în decembrie 2018.

## Biodiversitate
Situată în ecoregiunea atlantică, aria protejată conține 2 habitate naturale: Vegetație psamofilă uscată cu pășuni deschise de Corynephorus și Agrostis, Păduri central-europene de pin scoțian cu licheni.
La baza desemnării sitului se află mai multe specii protejate de  mamifere (3): liliac cârn (Barbastella barbastellus), liliac cu urechi mari (Myotis bechsteinii), liliac comun (Myotis myotis)
Pe lângă speciile protejate, pe teritoriul sitului au mai fost identificate 9 specii de mamifere.